# Saphobius curvipes
Saphobius curvipes là một loài bọ cánh cứng trong họ Bọ hung (Scarabaeidae).